# إد كيرنز
إد كيرنز (بالإنجليزية: Ed Kerns)‏ هو رسام وفنان أمريكي، ولد في 22 فبراير 1945.